# Lo zar non è morto
Lo zar non è morto è un romanzo ucronico avventuroso fantapolitico e fanta-spionistico del 1929 scritto dal "Gruppo dei Dieci", un collettivo di autori del Futurismo e dell'avanguardia, composto da: Antonio Beltramelli, Massimo Bontempelli, Lucio D'Ambra, Alessandro De Stefani, Filippo Tommaso Marinetti, Fausto Maria Martini, Guido Milanesi, Alessandro Varaldo, Cesare Viola, Luciano Zuccoli. È uno dei primi esempi di ucronia in Italia.
Il romanzo si caratterizza anche per il fatto che la protagonista è una donna, Oceania World.
Nel 2020, Lukha B. Kremo e Domenico Gallo curano l'antologia ucronica Lo zar non è morto (Kipple Officina Libraria) richiamandosi esplicitamente a questo romanzo.

## Edizioni
- I Dieci, Lo zar non è morto: grande romanzo d'avventure, Edizioni dei Dieci, Roma, Sapientia, 1929.
- I Dieci, Lo zar non è morto: grande romanzo d'avventure, Sironi Editore, 2005, ISBN 978-88-518-0054-3.